# Francisco Antônio Dutra Rodrigues
Francisco Antônio Dutra Rodrigues (Rio de Janeiro, 1844 — São Paulo, 29 de setembro de 1888) foi um advogado, professor e político brasileiro.

## Vida
Bacharelou-se pela Faculdade de Direito de São Paulo em 1865 e recebeu o grau de doutor no ano seguinte. Por concurso tornou-se lente substituto da velha Academia. Por decreto de 25 de julho de 1881, foi promovido para a cátedra de Direito Romano.
Ocupou o cargo de Conselheiro do Império e presidente do Banco de Crédito Real.
Casou-se em 1 de abril 1879, com Maria Augusta de Oliveira Borges, uma bela jovem de quatorze anos, filha do Visconde de Guaratinguetá.
Foi presidente da província de São Paulo, de 27 de abril a 23 de junho de 1888.